# سانت فينسنت والغرينادين في الألعاب الأولمبية الصيفية 2016

علم سانت فينسنت والغرينادين.

نافست سانت فينسنت والغرينادين في دورة الألعاب الأولمبية الصيفية 2016 في ريو دي جانيرو، البرازيل، من 05-21 أغسطس 2016.